# Функция совокупного предложения Лукаса
Функция совокупного предложения Лукаса описывает совокупное предложение в соответствии с моделью несовершенной информации Лукаса и основана на исследованиях неоклассического экономиста Роберта Лукаса. Согласно модели, выпуск в экономике является функцией от «денежного удивления» или «удивительных цен» (англ. «money» or «price surprise»), то есть не согласующихся с рациональными ожиданиями. В этом случае фактическая цена оказывается выше ожидаемой, что приводит к краткосрочному превышению фактического выпуска над его потенциальным уровнем. Модель описывает наблюдаемую на практике связь между выпуском и ценами, отражённую в кривой Филлипса, однако данная функция отличается от кривой Филлипса, поскольку только непредвиденные изменения уровня цен ведут к изменениям в выпуске. Модель отражает наблюдаемые на практике краткосрочную зависимость между выпуском и ценами, но остаётся на позициях нейтральности денег (отсутствие взаимосвязи между ценами или предложением денег с выпуском и занятостью) в долгосрочном плане. Предположение о неэффективности политики дополняет модель идеей о том, что поскольку люди с рациональными ожиданиями не могут постоянно удивляться в отношении денежно-кредитной политики, то последнюю нельзя постоянно использовать для воздействия на экономику.

## Условия возникновения
Первая попытка построения неоклассической модели совокупного предложения была предпринята Лукасом и Раппингом (1969). В этой ранней модели предложение (особенно предложение труда) является прямой функцией реальной заработной платы: больше работы будет выполнено, когда реальная заработная плата выше и меньше, когда она ниже. В этой модели безработица является «добровольной». В 1972 году Лукас предпринял вторую попытку, моделируя совокупный спрос. Идея для этой модель была позаимствована из гипотезы о естественном уровне безработицы Милтона Фридмана, которая ставила под сомнение кривую Филлипса. Лукас поддерживал его исходную теоретическую работу, в которой излагались основные принципы основанной на неожиданности кривой предложения, и практическую работу, в которой показывалось, что в странах с исторически устойчивым уровнем цен наблюдается более сильная реакция в ответ на денежно-кредитную политику, чем в странах, в которых цены были изменчивыми.
Модель Лукаса занимала ведущую позицию в неоклассической теории экономических циклов деловой активности до 1982 года, когда на смену теории Лукаса о направляемом деньгами цикле деловой активности с моделью, основанной только на предложении, в которой использовались технологические и другие реальные толчки для объяснения колебаний выпуска, пришла теория реальных деловых циклов.

## Теория
Логическое обоснование, лежащее в основе теории предложения Лукаса сосредотачивается на механизме получения информации поставщиками. Лукас утверждал, что поставщики вынуждены разрешать проблему «извлечения сигнала» при принятии решений, основанных на ценах, фирмы вынуждены определять, какая часть общего изменения цен в интересующих их отраслях отражает общее изменение в номинальных ценах (инфляцию), а какая часть отражает изменение реальных цен на покупаемые и выпускаемые товары. Лукас сделал предположение о том, что поставщики знают отрасли, в которых они осуществляют свою деятельность, лучше, чем экономику в целом. По причине наличия такого неравномерного распределения информации поставщик мог бы воспринимать общее увеличение цен, связанное с инфляцией, как повышение относительных цен на выпускаемую им продукцию, отражающее более выгодную для него реальную цену на его продукцию и побуждающее его к увеличению производства. В этом случае непредвиденная цена приведёт к увеличению производства и занятости во всей экономике.
Функцию можно представить упрощённо в следующем виде:
{\displaystyle Y_{s}=f(P-P_{e})}, где {\displaystyle P_{e}} — ожидаемая цена.
В этом упрощённом варианте совокупный выпуск представляется как функция удивительной цены. В более сложном выражении для кривой предложения Лукаса в модель добавляются ожидания. Совокупное предложение представляется как функция от естественного уровня выпуска ({\displaystyle Y_{N_{t}}}) и разницы между фактическими ценами ({\displaystyle P_{t}}) и ожидаемым на основе информации о прошлом уровнем цен {\displaystyle \Omega _{t-1}}, умноженной на коэффициент, характеризующий чувствительность экономики к неожиданным ценам ({\displaystyle \alpha }):
{\displaystyle Y_{s}=Y_{N_{t}}+\alpha [P_{t}-E\left(P_{t}|\Omega _{t-1}\right)]}
Путём использования закона Оукена для представления этой функции через безработицу, функцию предложения Лукаса можно рассматривать как выражение дополненной ожиданиями кривой Филлипса.